# Orden del Lebrel Blanco
La Orden de Caballería del Lebrel Blanco fue una orden militar del Reino de Navarra fundada por Carlos III de Navarra en 1391. Los caballeros de la orden llevaban por divisa un lebrel de oro, colgado de una cadena que podía ser bien de oro o de plata, siendo sus eslabones de forma de hoja de castaño. El lema de la orden era Bonne Foy (en francés: A buena fe).

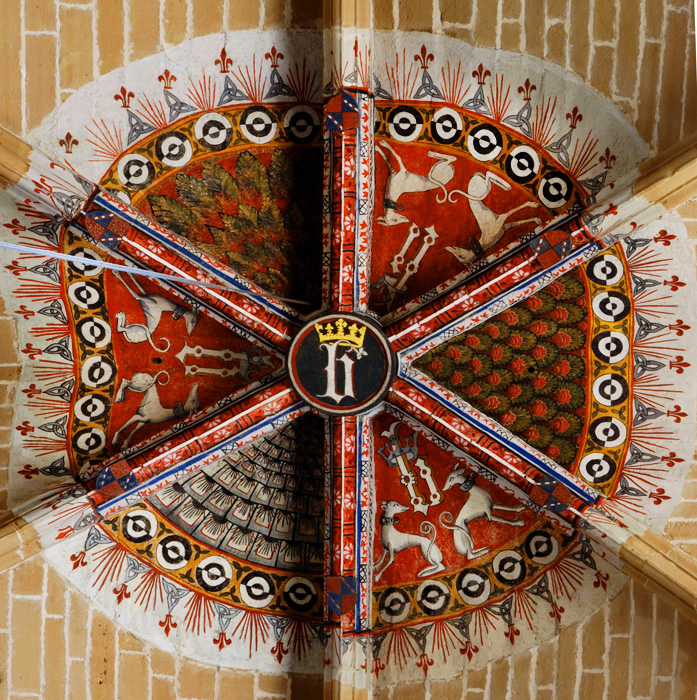
Clave de la Catedral de Pamplona representando el anagrama de Blanca I de Navarra con lebreles blancos.

## Historia
La creación de esta orden se toma en muchas ocasiones como un símbolo más de las influencias francesas en la Corte Navarra por parte de las dinastías francesas que gobernaron navarra. Además de considerarlo un título puramente honorífico y no funcional, a diferencia de los títulos de nobleza que expedía Carlos III.
En 1393 Carlos III hizo caballeros de la orden a 56 hombres, escuderos y hombres de armas, que envió a la defensa de Cherburgo.
Posteriormente, han tomado el nombre de esta orden medieval diversas entidades, como la compañía de teatro el Lebrel Blanco dirigida por Valentín Redín, que funcionó en Navarra en los años 1970, o la antigua Fundación Lebrel Blanco cuyo objeto era el estudio de la historia medieval del reino de Navarra.

### Caballeros famosos
Esta orden se utilizaba sobre todo para dar un honor limitado a hombres de armas, que no llegaban a suponer mucho peso en la sociedad novelesca navarra, por lo que no se guarda un registro muy estricto de los miembros de la orden. Parece ser que el príncipe Carlos de Viana fue miembro de la orden o, por lo menos, acostumbró a usar los lebreles blancos como símbolos en alguna de sus divisas.
En el libro El Enigma Sagrado se habla de que Renato de Anjou fue miembro de la orden del Lebrel Blanco ("l'Ordre du Lévriel Blanc") antes de pertenecer al Priorato de Sion. Pero al ser este libro de una índole pseudo-histórica, esta información ha de tomarse con una veracidad limitada.